# Open Rouen Métropole 2025 - Qualificazioni singolare
Le qualificazioni del singolare del Open Rouen Métropole 2025 sono un torneo di tennis preliminare per accedere alla fase finale della manifestazione disputate il 12 e 13 aprile 2025. Le vincitrici dell'ultimo turno sono entrati di diritto nel tabellone principale. In caso di ritiro di una o più giocatrici aventi diritto a questi sono subentrati i Lucky loser, ossia i giocatori che hanno perso nell'ultimo turno ma che avevano una classifica più alta rispetto agli altri partecipanti che avevano comunque perso nel turno finale.

## Teste di serie
1. Jessika Ponchet (ultimo turno, lucky loser)
2. Linda Fruhvirtová (ultimo turno, lucky loser)
3. Manon Léonard (ultimo turno)
4. Nuria Brancaccio (ultimo turno, lucky loser)
5. Nao Hibino (qualificata)
6. Carol Zhao (primo turno)

1. Margaux Rouvroy (qualificata)
2. Aleksandra Krunić (qualificata)
3. Tiantsoa Rakotomanga Rajaonah (qualificata)
4. Camilla Rosatello (qualificata)
5. Émeline Dartron (primo turno)
6. Tina Nadine Smith (ultimo turno)

## Qualificate
1. Tiantsoa Rakotomanga Rajaonah
2. Aleksandra Krunić
3. Fiona Ferro

1. Camilla Rosatello
2. Nao Hibino
3. Margaux Rouvroy

### Lucky loser
1. Linda Fruhvirtová
2. Jessika Ponchet

1. Nuria Brancaccio

## Tabellone

### Legenda
| - Q = Qualificato - WC = Wild card - LL = Lucky loser | - ALT = Alternate - SE = Special Exempt - PR = Protected Ranking | - w/o = Walkover - r = Ritirato - d = Squalificato |

### Sezione 1
|  | Primo turno | Primo turno                   | Primo turno                   | Primo turno | Primo turno |  |  | Ultimo turno | Ultimo turno                  | Ultimo turno                  | Ultimo turno | Ultimo turno |  |
|  |             |                               |                               |             |             |  |  |              |                               |                               |              |              |  |
|  | 1           | Jessika Ponchet               | 6                             | 4           | 6           |  |  |              |                               |                               |              |              |  |
|  | WC          | Astrid Lew Yan Foon           | 4                             | 6           | 3           |  |  | 1            | Jessika Ponchet               | Jessika Ponchet               | 61           | 4            |  |
|  |             | Emily Appleton                | Emily Appleton                | 2           | 60          |  |  | 9/WC         | Tiantsoa Rakotomanga Rajaonah | Tiantsoa Rakotomanga Rajaonah | 7            | 6            |  |
|  | 9/WC        | Tiantsoa Rakotomanga Rajaonah | Tiantsoa Rakotomanga Rajaonah | 6           | 7           |  |  |              |                               |                               |              |              |  |

### Sezione 2
|  | Primo turno | Primo turno       | Primo turno       | Primo turno | Primo turno |  |  | Ultimo turno | Ultimo turno      | Ultimo turno | Ultimo turno | Ultimo turno |  |
|  |             |                   |                   |             |             |  |  |              |                   |              |              |              |  |
|  | 2           | Linda Fruhvirtová | 4                 | 6           | 6           |  |  |              |                   |              |              |              |  |
|  |             | Jessica Pieri     | 6                 | 2           | 0           |  |  | 2            | Linda Fruhvirtová | 7            | 5            | 3            |  |
|  |             | Lara Salden       | Lara Salden       | 5           | 4           |  |  | 8            | Aleksandra Krunić | 6            | 7            | 6            |  |
|  | 8           | Aleksandra Krunić | Aleksandra Krunić | 7           | 6           |  |  |              |                   |              |              |              |  |

### Sezione 3
|  | Primo turno | Primo turno     | Primo turno    | Primo turno | Primo turno |  |  | Ultimo turno | Ultimo turno  | Ultimo turno  | Ultimo turno | Ultimo turno |  |
|  |             |                 |                |             |             |  |  |              |               |               |              |              |  |
|  | 3           | Manon Léonard   | Manon Léonard  | 6           | 7           |  |  |              |               |               |              |              |  |
|  |             | Dalila Spiteri  | Dalila Spiteri | 4           | 5           |  |  | 3            | Manon Léonard | Manon Léonard | 5            | 2            |  |
|  |             | Fiona Ferro     | 3              | 7           | 6           |  |  |              | Fiona Ferro   | Fiona Ferro   | 7            | 6            |  |
|  | 11/WC       | Émeline Dartron | 6              | 60          | 1           |  |  |              |               |               |              |              |  |

### Sezione 4
|  | Primo turno | Primo turno       | Primo turno       | Primo turno | Primo turno |  |  | Ultimo turno | Ultimo turno      | Ultimo turno | Ultimo turno | Ultimo turno |  |
|  |             |                   |                   |             |             |  |  |              |                   |              |              |              |  |
|  | 4           | Nuria Brancaccio  | 4                 | 7           | 6           |  |  |              |                   |              |              |              |  |
|  |             | Nahia Berecoechea | 6                 | 5           | 1           |  |  | 4            | Nuria Brancaccio  | 2            | 6            | 3            |  |
|  |             | Diana Martynov    | Diana Martynov    | 3           | 5           |  |  | 10           | Camilla Rosatello | 6            | 2            | 6            |  |
|  | 10          | Camilla Rosatello | Camilla Rosatello | 6           | 7           |  |  |              |                   |              |              |              |  |

### Sezione 5
|  | Primo turno | Primo turno       | Primo turno       | Primo turno | Primo turno |  |  | Ultimo turno | Ultimo turno      | Ultimo turno      | Ultimo turno | Ultimo turno |  |
|  |             |                   |                   |             |             |  |  |              |                   |                   |              |              |  |
|  | 5           | Nao Hibino        | 5                 | 6           | 7           |  |  |              |                   |                   |              |              |  |
|  | WC          | Yasmine Mansouri  | 7                 | 4           | 5           |  |  | 5            | Nao Hibino        | Nao Hibino        | 6            | 6            |  |
|  |             | Nadiia Kolb       | Nadiia Kolb       | 3           | 2           |  |  | 12           | Tina Nadine Smith | Tina Nadine Smith | 4            | 4            |  |
|  | 12          | Tina Nadine Smith | Tina Nadine Smith | 6           | 6           |  |  |              |                   |                   |              |              |  |

### Sezione 6
|  | Primo turno | Primo turno       | Primo turno       | Primo turno | Primo turno |  |  | Ultimo turno | Ultimo turno      | Ultimo turno      | Ultimo turno | Ultimo turno |  |
|  |             |                   |                   |             |             |  |  |              |                   |                   |              |              |  |
|  | 6           | Carol Zhao        | Carol Zhao        | 4           | 2           |  |  |              |                   |                   |              |              |  |
|  |             | Tiphanie Lemaître | Tiphanie Lemaître | 6           | 6           |  |  |              | Tiphanie Lemaître | Tiphanie Lemaître | 1            | 3            |  |
|  |             | Ekaterina Jašina  | Ekaterina Jašina  | 3           | 2           |  |  | 7            | Margaux Rouvroy   | Margaux Rouvroy   | 6            | 6            |  |
|  | 7           | Margaux Rouvroy   | Margaux Rouvroy   | 6           | 6           |  |  |              |                   |                   |              |              |  |